# Lago Becharof
El lago Becharof es un lago de 60 kilómetros de largo localizado en la península de Alaska. Se encuentra a 37 km al sureste de Egegik, en la cordillera Aleutiana.
El lago Becharof des el segundo lago más grande de Alaska, después del lago Iliamna, y el 14º lago más grande de los Estados Unidos de América.

## Historia

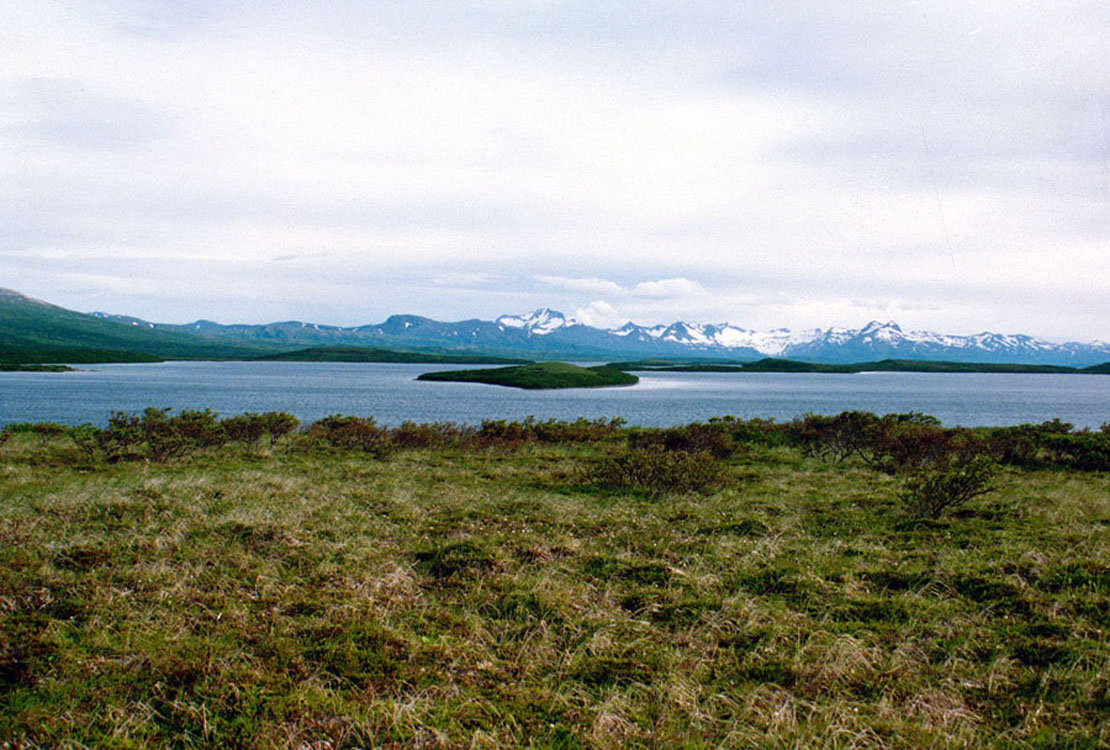
Refugio del Lago Becharof

El lago fue nombrado en 1868 por el naturalista W. H. Dall, USC & GS en honor del navegante y explorador ruso Dmitry Bocharov, IRN, que estaba en Kodiak  y exploró Alaska en 1788 y 1791.
En la primavera de 1791, el director jefe de la Compañía Shelikhov en la América rusa, Alexander Baranov, se dirigió a Bocharov para que llevase a cabo una exploración de la costa noroeste de la península de Alaska, desde su extremo sur en dirección norte hasta la bahía de Bristol. Navegó y remó desde Unalaska en dos embarcaciones abiertas de 30 pies de largo cubiertas por piel de morsa tripuladas por un total de 20-30 hombres. Teniendo instrucciones de buscar un portage a través de la península cerca de Kodiak, remontó el río Egegik hasta el lago que más tarde llevara su nombre (aunque con su ortografía americanizada). Exploró el lago en toda su extensión más oriental, y allí hizo un portage hasta el Pacífico en el verano de 1791 y procedió a Kodiak, donde informó de sus hallazgos a Baranov.
El Departamento de Hidrología de  Rusia publicó el nombre de  "Oz(ero) Ugashek"  en la Carta de 1455 en 1852.